# 고흥우주발사전망대
고흥우주발사전망대(高興宇宙發射展望臺)는 대한민국 전라남도 고흥군 영남면에 있는 전망대이다.

## 위치
우주발사전망대는 영남면 남열해돋이해수욕장 옆 50m위에 지하1층, 지상7층으로 조성되어 있고 외나로도의 나로우주센터와는 해상으로 17km 직선거리에 위치해 있다. 한편 반경 6km 직선거리에는 다도해해상국립공원 8개 지구중 유일한 내륙지구인 팔영산 지구가 있다.